# Batalla de Tortuguero
La Batalla de Tortuguero fue la primera batalla naval de la Guerra por la Independencia Dominicana. Una fuerza de 3 goletas dominicanas, dirigidas por el comandante Juan Bautista Cambiaso, derrotó a un bergantin y dos goletas de la Armada Haitiana. Aunque fue un combate menor, determinó la supremacía naval de la República Dominicana sobre Haití hasta el final de la guerra. Terminada esta batalla, nació la Marina de Guerra Dominicana.

## Preludio
El 31 de marzo de 1844, el almirante francés De Moges a bordo de la fragata La Neréide dio voz de alarma de que una flotilla de barcos haitianos se encontraban asaltando las costas de la Bahía de Ocoa y transportaban suministros para el ejército haitiano que había sitiado la provincia de Azua. De Moges recomendó al presidente de la Junta Central Gubernativa, Tomas Bobadilla y Briones, que ordenara que todas las embarcaciones de Santo Domingo fuesen preparadas para la guerra. Los conscriptos para la nueva armada recién creada se reunieron en la Puerta de la Misericordia. Entre ellos estaban Juan Alejandro Acosta, José Antonio Sanabia, Joaquín Orta, Teodoro Ariza, Pedro Tomás Garrido y Fermín González.
Juan Alejandro Acosta junto con algunos mercantes lograron armar dos goletas. Acosta recibió la goleta Eleonore (rebautizada como San José) de manos del comerciante británico Abraham Cohen y  fue seguido por el mercante italiano Juan Bautista Maggiolo, quien recibió la goleta María Chica de manos de los mercantes catalanes José y Francisco Ginebra. Las dos goletas, San José y María Chica, zarparon rumbo a la localidad de Aguas de la Estancia, Baní, para reunirse con Juan Bautista Cambiaso, otro mercante italiano.

## La batalla del Puerto Tortuguero

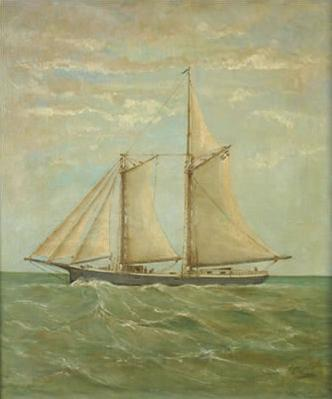
La goleta Separación Dominicana durante la Batalla de Tortuguero, por Adolfo García Obregón.

El 13 de abril, las tres goletas al mando del comandante Juan Bautista Cambiaso zarparon desde Aguas de la Estancia, Cambiaso al mando de la goleta Separación Dominicana (buque insignia), el capitán Juan Bautista Maggiolo al mando de la goleta María Chica y el teniente Juan Alejandro Acosta al mando de la goleta San José.
Dos días después, el 15 de abril, el comandante Cambiaso avistó tres embarcaciones haitianas en la costa bombardeando la localidad de Puerto Tortuguero. Las tres embarcaciones eran la Pandora, La Mouche y Le Signifie. Cambiaso rápidamente decidió arremeter contra la flota enemiga y después de una combinación de maniobras el enemigo sucumbió. Las tres naves enemigas fueron hundidas. Casi todos los marineros enemigos murieron y no se tienen registros sobre sobrevivientes del combate.

## Consecuencias
Las noticia de la victoria dominicana se esparció como la pólvora y el 23 de abril de 1844 la Junta Central Gubernativa ordenó que las tres goletas fueran incorporadas a la recién creada Marina de Guerra, y el comandante Cambiaso fue nombrado almirante. La presencia haitiana en el mar se desvaneció después de este encuentro, consolidando la supremacía naval Dominicana.